# Samantha Edwards
Samantha Edwards es una cantante y profesora de canto india, ella nació en Mumbai. Los géneros musicales que ella interpreta son el jazz, R & B, Funk, Blues y Soul. Después de haber trabajado como cantante, compositora y letrista desde 1992, ha comenzado a entrenar a sus estudiantes desde el 2006. También ha sido reconocida dentro de la industria musical y profesional a la par de otros intérpretes de la música hindú como Priyanka Chopra, Hrithik Roshan, Varun Dhawan, Nargis Fakhri, Alia Bhatt, Shrradha Pandit, Vasuda Sharma, Shahana Goswami, Hazel Keech, Preeti Desai y entre otros.

## Biografía
Samantha Edwards nació y se crio en Bandra, Mumbai y comenzó a cantar en el escenario a la edad de 5 años. Samantha recibió su educanción en el Convento Apostólico en Bandra, Mumbai y se graduó en el St. Xavier College, Mumbai y un grado de maestría de la Universidad de Bombay .
Samantha Edwards se formó en música clásica de la India y posteriormente estudió el Kodály Method durante tres años. Desde 1996, Samantha había estudiado junto con otros cantantes como Peter Eldridge (ganador de un Grammy), Roseanna Vitro (nominado al Grammy), Norman Simmons, Bob Stoloff, Judy Niemack, Barry Harris, Janice Borla, Jay Clayton y otros.
Samantha tiene 2 licenciaturas en Interpretación Musical y Vocal y trabajó como profesora de música en el Rockschool, en el Reino Unido durante tres años. Desde 1996, Samantha había estudiado técnicas de canto junto a Peter Eldridge (ganador de un Grammy), Roseanna Vitro (nominado al Grammy), Norman Simmons, Bob Stoloff, Judy Niemack, Barry Harris, Janice Borla, Jay Clayton y entre otros.

## Carrera
Samantha había cantado y grabado temas musicales para varias películas y jingles publicitarios durante los últimos 25 años. Fue además vicepresidenta de la Asociación de Intérpretes del Cine durante 10 años.
En 1993, Samantha era parte de una banda musical llamada Mantra, que se hizo conocer con temas musicales como Jantar Mantar, que fueron difundidos al aire por las redes televisivas como MTV y canal V.
Desde 1995, Samantha ha trabajado también con otras bandas musicales e interpretando múltiples géneros musicales como el country, pop, Motown, Folk, R & B y jazz. En el 2001 Samantha formó su propia banda de Jazz y Blues llamado Take 4. La banda tocó en el festival de Jazz Yatra Internacional en Mumbai en el 2002 y también se presentó en el festival de Jazz de Panjim, en el centro de la ciudad de Goa.